# Elmano Cardim
Elmano Cardim (Valença, 24 dicembre 1891 – Rio de Janeiro, 19 febbraio 1979) è stato un giornalista brasiliano.
Iniziò la sua carriera a O Selo, per proseguire al Diário de Notícias di Porto Alegre. Nel 1909, fu assunto al Jornal do Commercio, di cui arrivò a essere anche direttore e proprietario.
Nel 1937, fu eletto socio onorario dell'Istituto Storico e Geografico Brasiliano. Nel 1950, fu nominato membro dell'Accademia Brasiliana delle Lettere, di cui fu anche presidente nel 1958.

## Premi
- Premio Maria Moors Cabot: 1951[1]